# قوة الشرطة الاحتياطية المركزية
قوة الشرطة الاحتياطية المركزية (CRPF ) هي أكبر قوات الشرطة المسلحة المركزية في الهند. وهي تعمل تحت رعاية وزارة الشؤون الداخلية (MHA) التابعة لحكومة الهند. يقع الدور الرئيسي لـCRPF في مساعدة الأقاليم / الأقاليم الاتحادية في عمليات الشرطة للمحافظة على القانون والنظام ومكافحة التمرد. وقد ظهرت إلى الوجود كشرطة لممثلي ولي العهد في 27 يوليو 1939. بعد استقلال الهند، أصبحت CRPF قوة الشرطة الاحتياطية المركزية في سن قانون CRPF في 28 ديسمبر 1949.
وإلى جانب القانون والنظام والواجبات المناهضة للتمرد، لعب قوة الشرطة الاحتياطية المركزية دوراً متزايد الأهمية في الانتخابات العامة في الهند. ينطبق هذا بشكل خاص على ولايات جامو وكشمير وبيهار والشمال الشرقي، مع وجود اضطرابات ونزاعات عنيفة في كثير من الأحيان. خلال الانتخابات البرلمانية في سبتمبر 1999، لعب CRPF دورا رئيسيا في الترتيبات الأمنية. في الآونة الأخيرة، يجري أيضاً نشر وحدات الشرطة التابعة لقوات الشرطة في بعثات الأمم المتحدة. مع وجود 239 كتيبة ومؤسسات أخرى مختلفة، يعتبر قوة الشرطة الاحتياطية المركزية أكبر قوة شبه عسكرية في الهند ولديه قوة معاقبة تزيد عن 300000 فرد اعتبارًا من عام 2017.